# Julian Bailey
Julian Bailey, född 9 oktober 1961 i Woolwich, är en brittisk racerförare. 

## Racingkarriär
Bailey växte upp i Spanien men började med racing i Formel Ford 1600 i Storbritannien och vann det viktiga Formel Ford Festival på Brands Hatch. Han försökte sedan komma in i formel 3 men fick i stället ekonomiskt stöd att köra i formel 3000, vilket han gjorde för GA Motorsport i en Lola-Cosworth 1987. Han vann i sitt tredje lopp, vilket gick på Brands Hatch, och blev då också den förste brittiske föraren som vann ett lopp i formel 3000. 
Den segern uppmärksammades av Ken Tyrrell som rekryterade Bailey till sitt formel 1-stall till säsongen 1988, och denne lovade till det yttersta att betala för den särskilda förmånen. Bailey debuterade i formel 1 i Tyrrell i Brasilien 1988. Tyvärr var inte hans bil konkurrenskraftig så det blev inte en enda mästerskapspoäng och hans löfte höll inte. Bailey lämnade formel 1 och säsongerna 1989 och 1990 körde han i stället för Nissans sportsvagnsteam. Han återvände till formel 1 genom att köpa en förarplats i Lotus de fyra första loppen 1991. Han kvalade bara in till ett av loppen, San Marino 1991, i vilket han kom sexa och han slutade på artonde plats i förarmästerskapet. 
Bailey lämnade F1 för gott efter Monaco 1991 och ägnade sig i stället åt att tävla i sportvagnar och standardvagnar. Han blev BRDC GT-mästare 1999 och FIA GT-mästare 2000.

## F1-karriär
| Säsong | Stall/Tillverkare | Poäng | Placering |
| ------ | ----------------- | ----- | --------- |
| 1988   | Tyrrell-Ford      | 0     | –         |
| 1991   | Lotus-Judd        | 1     | 19        |